# 809

## Decese
- 24 martie: Harun al-Rashid  (n. 766)